# مایکولا باژان
مایکولا پلاتنوویچ باژان (به اوکراینی: Микола Платонович Бажан)؛ (زادۀ ۹ اکتبر [س.ق. ۲۶ سپتامبر] ۱۹۰۴ میلادی – درگذشتۀ ۲۳ نوامبر ۱۹۸۳ میلادی) نویسنده، شاعر اوکراینی شوروی، شخصیت سیاسی و عمومی بسیار برجسته بود. او آکادمیسین آکادمی علوم اتحاد جماهیر شوروی اوکراین (۱۹۵۱)، متخصص علوم ممتاز اتحاد جماهیر شوروی اوکراین (۱۹۶۶)، کارشناس برجسته هنر اتحاد جماهیر شوروی گرجستان (۱۹۶۴)، شاعر خلق اتحاد جماهیر شوروی ازبکستان بود.
وی همچنین برندهٔ جوایزی همچون نشان پرچم سرخ کار، نشان لنین، نشان پرچم سرخ، نشان انقلاب اکتبر، جایزه لنین، و قهرمان کار سوسیالیست شده‌است.